# Alfons I. (Asturien)

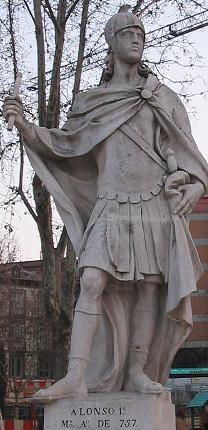
Statue von Alfons I., Madrid, Palacio Real

Alfons I. (* 693; † 757) mit dem späteren Beinamen der Katholische war von 739 bis 757 König des Reichs Asturien, als dessen eigentlicher Schöpfer er oft angesehen wird. Er war Sohn des dux („Herzogs“) Peter von Kantabrien und Schwiegersohn des ersten Königs (oder Fürsten) des asturischen Reichs, Pelayo. Seine Gattin hieß Ermesinda. Als Pelayos Sohn und Nachfolger Fafila 739 auf der Jagd tödlich verunglückte, wurde Alfons, der sich bereits unter Pelayo militärisch bewährt hatte, zum König gewählt.
Alfons nutzte geschickt die Gelegenheit, die sich ihm bot, als die Herrschaft der Statthalter von Al-Andalus durch den Berberaufstand von 741 und eine allgemeine Dürre 748–753 geschwächt war. So konnte er 750 die Araber aus Galicien vertreiben und 753 ihren Rückzug aus Astorga erzwingen. Einige seiner Feldzüge reichten bis nach Porto und Braga. Er nahm eine Reihe von Städten und Ortschaften in den Tälern des Duero, des Miño und des Ebro ein; deren maurische Bewohner ließ er töten. Quellenangaben des späten 9. Jahrhunderts zufolge führte Alfons systematische Umsiedlungen durch und verwüstete im Rahmen einer Politik der verbrannten Erde weite Gebiete, deren christliche Bewohner er wegführte. Inwieweit er tatsächlich einen strategischen Verwüstungsgürtel zwischen seinem Reich und dem maurischen Gebiet schuf, ist umstritten.
Alfons hatte einen Sohn Fruela, der sein Nachfolger wurde (König Fruela I.), eine Tochter Adosinda, die den späteren König Silo heiratete, und einen unehelichen Sohn Mauregato, der im Jahre 783 die Königswürde erlangte. Ein Bruder Alfons’ I. namens Fruela (spanisch Fruela Pérez) wurde zum Stammvater einer anderen Linie der Königsfamilie, der mehrere spätere Könige angehörten. Alfons soll seinen Bruder Fruela Pérez sogar zum Mitregenten erhoben haben.